# Virgen de las Angustias (Felipe del Corral)
La Virgen de las Angustias, también conocida como Dolorosa de la Vera Cruz, es una obra realizada por Felipe del Corral en el primer tercio del siglo xviii. Portada en Semana Santa por la Cofradía de la Vera Cruz, la imagen está ubicada en la Capilla de los Dolores de la Iglesia de la Vera Cruz de Salamanca (Castilla y León, España).

## Historia

### Talla

#### Datación

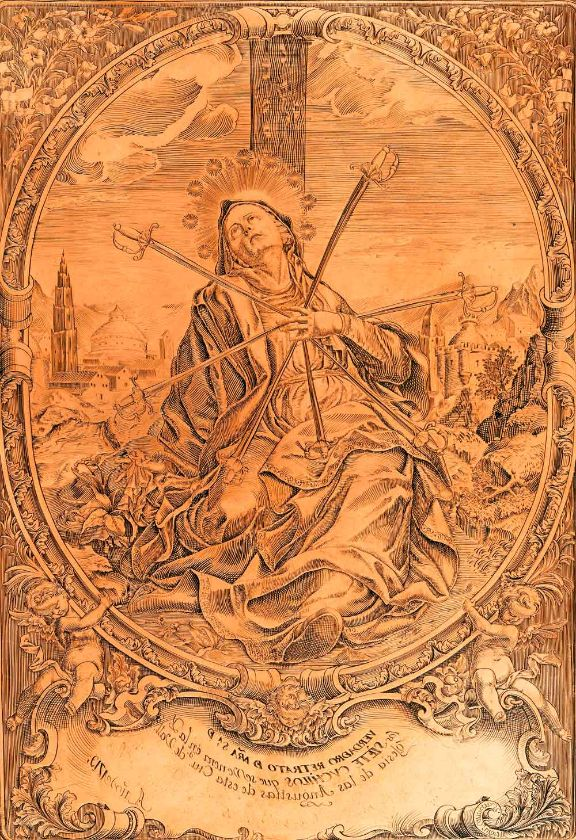
Plancha de grabado de la Virgen de las Angustias de Felipe del Corral (1719), por Alejandro Carnicero. La plancha identifica erróneamente a la Virgen como la talla de Nuestra Señora de las Angustias de Juan de Juni venerada en Valladolid.

Existe conflicto en lo relativo a la fecha en que se creó la imagen; según Antonio Ceballos Rodríguez la talla fue elaborada en Madrid (donde Felipe del Corral tenía su taller) en 1727,: 79–80  mientras que Francisco Javier Blázquez Vicente y Luis Monzón Pérez defienden que la obra fue creada antes de 1714, año en que supuestamente fue llevada en procesión a Salamanca procedente de la capital española  (parando en los pueblos del trayecto) para ser depositada en el Convento de San Francisco debido a que todavía no habían concluido las labores de ornamentación de los retablos de la Capilla de los Dolores o de las Insignias en la Iglesia de la Vera Cruz, lugar al que estaba destinada la imagen,: 118  aunque al parecer las obras fueron acometidas realmente en 1718. Por su parte, Manuel Gómez-Moreno y María Jesús Hernández Martín sitúan la hechura de la Virgen en un periodo menos preciso, concretamente a comienzos del siglo xviii o en el primer tercio de la centuria.: 283 : 92–93  La imagen no fue comisionada por la Cofradía de la Vera Cruz (motivo por el que no existe información sobre el contrato de la pieza en los archivos de la hermandad) sino por José Calvo Tragacete, un particular que encargó la talla y costeó su fábrica (17 000 reales de vellón) además de encargarse de trasladarla de Madrid a Salamanca para a continuación donarla a la cofradía, tal y como consta en el libro de actas correspondiente al periodo 1751-1770, concretamente en una junta celebrada el 21 de marzo de 1754:

[...] al tiempo que se dio el patronato de dicha capilla a mi abuelo don José Calbo Tragacete, en remuneración a los muchos caudales que expidió para su fábrica, la de la Capilla de las Angustias y las que destinó para su servicio, se capituló que dicha ymagen de nuestra Señora de las Angustias que también costeó y condujo desde Madrid a sus expensas hasta colocarla en su altar.: 126 

Aunque la donación de la imagen se produjo en fecha desconocida, se sabe que fue aproximadamente en las dos primeras décadas del siglo xviii (hacia 1717 según Virginia Albarrán Martín).: 177  El hecho de que el 20 de octubre de 1720: 126  la cofradía cediese a Tragacete y a su esposa Francisca Mercadillo el señorío y patronato hereditario de la Capilla de las Insignias, a la que dotaron de «dádibas, preseas y otras cosas»,: 91  podría situar la hechura de la Virgen hacia este año ya que la talla es mencionada en el escrito de cesión, lo que desmonta la tesis defendida por Ceballos al tiempo que refuerza la sustentada por Blázquez y Monzón. Sumado a esto, resulta fundamental para la datación un grabado de 1719 obra de Alejandro Carnicero en el que se muestra supuestamente a la Virgen de las Angustias realizada por Juan de Juni hacia 1561 para la Ilustre Cofradía Penitencial de Nuestra Señora de las Angustias de Valladolid; la imagen representada se corresponde en realidad con la talla de Salamanca, lo que permite afirmar que la escultura ya existía en dicho año, afianzándose así la postura de Blázquez y Monzón. A mayores, José Ignacio Hernández Redondo indica la presencia documentada de la imagen en Salamanca en 1718, aunque pone en duda su atribución a Corral por cuestiones cronológicas (se considera que el escultor nació en 1701, por lo que la Virgen habría sido tallada por un adolescente, algo poco realista) y también por la alta calidad de la pieza en comparación con otras obras de su catálogo fechadas en años posteriores.: 189 

#### Inspiración
Lo que sí se sabe con absoluta certeza es que la talla está inspirada en la Virgen de las Angustias de Juni. Según parece Corral tomó como modelo un grabado de la escultura realizado por Juan de Roelas (fechado en 1597 según Enrique Valdivieso González),: 17  aunque no se descarta que hubiese acudido a Valladolid para contemplar in situ la obra, pudiendo así mismo haberse servido de alguna copia en barro o incluso de la Virgen tallada por Juni en la segunda mitad del siglo xvi para la Iglesia de San Miguel de Cuéllar (aunque también se afirma que se trata de una obra anónima de los siglos XVII o XVIII). De acuerdo con Juan José Martín González, la cofradía, pese a no haber encargado la pieza, obligó a Corral a emplear como modelo la escultura de Juni para Valladolid, facilitándole a su vez el grabado de Roelas,: 393–394  mientras que Antonio Igual Úbeda cita las obras La statuaire polychrome en Espagne (1898) y Histoire générale de l'art: Espagne et Portugal (1913), ambas de Marcel-Auguste Dieulafoy, como precedentes bibliográficos en los que se considera a la talla de Juni como referente directo de la Virgen de Corral.: 51–52 

#### Leyenda y denominaciones
Una leyenda sostiene que a comienzos del siglo xviii un obispo (tal vez Silvestre García Escalona, obispo de Salamanca de 1714 a 1729) ordenó cercenar el pie derecho que asomaba desnudo por debajo de la túnica por considerarlo «un signo de demasiada humanidad para la imagen de una Virgen», si bien según Fernando Araujo y Gómez este arreglo fue acometido por disposición de Agustín Lorenzo Varela de Temes,: 240–241  lo que situaría la mutilación en el siglo xix ya que Temes fue obispo de Salamanca de 1824 a 1849. El hecho de que la extremidad se halle extraña y forzadamente cubierta por la túnica así como la presencia de cambios de textura y de policromía en la zona hacen posible la veracidad del relato, aunque no existe ningún documento que avale esta circunstancia más allá del grabado de Carnicero, en el que el pie sí resulta visible, aunque el mismo no está desnudo sino calzado a imagen y semejanza de la Virgen vallisoletana. Lo que sí está comprobado es el número de denominaciones que recibió la imagen a lo largo de los años: en 1720 recibía el título de «Virgen de los Siete Dolores» y en 1754 el de «Virgen de las Angustias», nombre que ostentaría en el siglo xix con pequeñas variantes como «Virgen de los Dolores» y «Nuestra Señora de los Dolores» en sus diferentes denominaciones: «María Santísima (de los dolores gloriosos)» en 1857, «Virgen Nuestra Señora de los Dolores» en 1870 y «Santísima Virgen de los Dolores» en 1874, año en que se creó la Hermandad de Señoras de la Santísima Virgen de los Dolores.: 124  Esta amplitud de nombres dentro de las denominaciones dolorosas sirve a su vez para explicar la presencia de siete cuchillos en su pecho, los cuales aluden a los siete dolores de María.

### Cuchillos

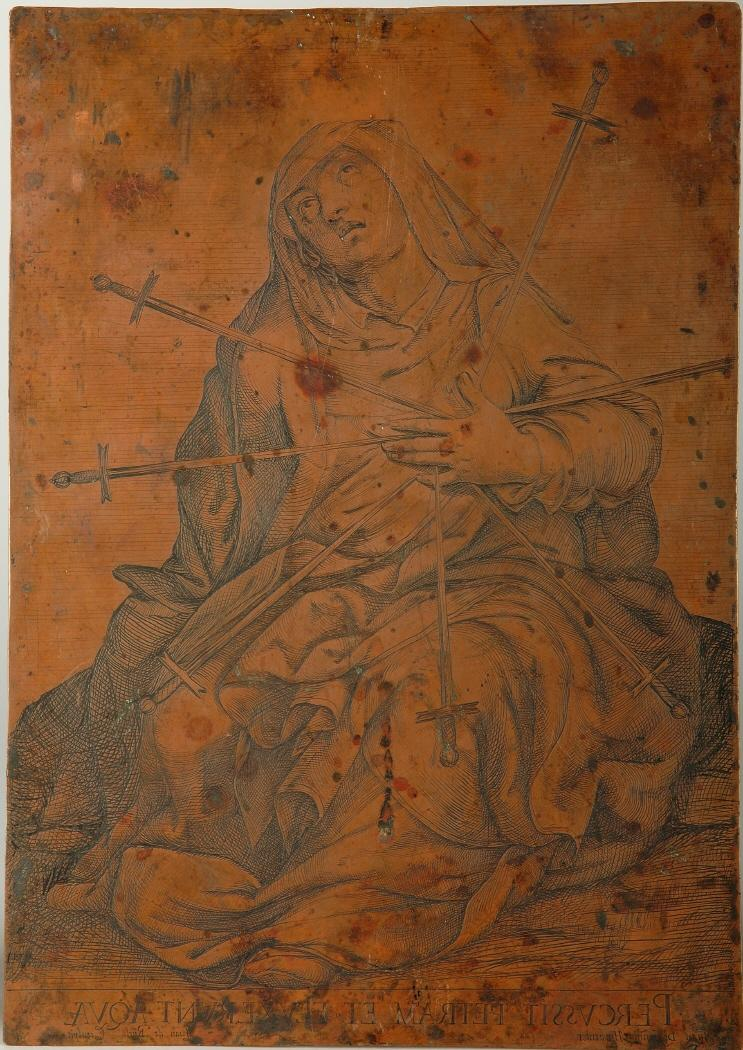
Plancha de grabado de la Virgen de las Angustias de Juan de Juni (1597), por Juan de Roelas.

No se sabe con seguridad si la imagen fue concebida para portar cuchillos; estos figuran en el grabado de Roelas, mientras que en la época en que Corral pudo ver la talla de Juni (principios del siglo xviii) esta ya portaba puñales, colocados según Martín González en 1623, mismo año en que apareció la denominación «Virgen de los Cuchillos»,: 325  aunque si se tiene en cuenta la datación del grabado efectuada por José Rogelio Buendía, la colocación de las espadas debería situarse en el periodo 1598-1602,: 472–474  mientras que si se sigue la tesis de Valdivieso la fecha debería adelantarse al año 1597: 17  (antes de aceptar estas fechas, Martín González ya había desplazado el añadido de las espadas al año 1613, cuando Martín Sánchez de Aranzamendi tomó el patronato de la Iglesia de Nuestra Señora de las Angustias de Valladolid).: 474  Estas dataciones demostrarían que la escultura de Juni ya lucía puñales a finales del siglo xvii o en los dos primeros años del siglo xviii, permitiendo el grabado el aumento del número de réplicas dada su fácil difusión, todo ello supuestamente en perjuicio de la pieza original, concebida según Martín González para no portar cuchillos,: 474  si bien Javier Burrieza Sánchez indicó que, de acuerdo con Isidoro Bosarte, fue el propio Juni quien colocó unos pequeños puñales de hierro entre los dedos de la mano derecha de la talla.: 55  Por su parte, el grabado de Carnicero permite certificar con total seguridad que la Virgen de Corral ya lucía cuchillos en 1719.
Hay constancia de que en 1870 Teresa Zúñiga donó un juego de plata compuesto por un corazón y siete espadas con las empuñaduras doradas según consta en el libro de actas relativo al periodo 1867-1909:

El Señor Presidente dio cuenta de un corazón y siete espadas (sobre el renglón: de plata) que Dña. Teresa Zúñiga de esta ciudad de Salamanca había regalado a la Virgen Ntra. Sra. de los Dolores teniendo en el interior del corazón las iniciales y motivo que movió a la dicha Sra. a hacer este gran regalo que los hermanos de Nuestra Cofradía aceptaron con grande entusiasmo [...].: 121 

En este documento figura a su vez la orden de soldar una de las siete espadas antiguas la cual se hallaba rota, hecho que prueba la existencia de un juego anterior que fue sustituido por el que donó Zúñiga. No se sabe con certeza si este conjunto de puñales precedente era el original o si constituía el repuesto de otro anterior ni tampoco si la imagen llevó los cuchillos desde el mismo instante de su creación, dato difícilmente comprobable debido a la ausencia del contrato en el que se acuerda la hechura de la Virgen, aunque varios documentos, además del grabado de Carnicero, prueban la existencia de un grupo de cuchillos desde casi el momento de la concepción de la imagen. En el primero de ellos, relativo a la cesión a Tragacete y su esposa del señorío y patronato de la Capilla de las Insignias, se hace referencia a la Virgen como «Milagrosa Imagen de Nuestra Señora de los Siete Dolores», por lo que resulta plausible que el propio Tragacete comisionase los puñales en base a la proximidad de las fechas de la elaboración de la escultura y de la denominación de la obra como «Nuestra Señora de los Siete Dolores», siendo posible a su vez que fuese Corral quien concibiese a la Virgen con las espadas teniendo en cuenta que para su fábrica se basó en el grabado de Roelas o directamente en la escultura de Juni.: 122 
En el segundo documento, conservado en el archivo de la hermandad y relativo a la junta celebrada el 21 de marzo de 1754, el nieto de Tragacete, Antonio Calvo Tragacete, menciona a la imagen como «Señora de las Angustias», solicitando a la cofradía que la misma salga en procesión el Viernes de Dolores, dato que permite al igual que el anterior documento adjudicar la pieza al género de las Dolorosas, caracterizado por la exhibición de puñales insertados en el pecho. En caso de que la talla hubiese mantenido los puñales desde su creación y hasta 1754 (año en que empieza a figurar en los cortejos procesionales), no se puede asegurar con certeza que estos fuesen los reemplazados en 1870, pues únicamente existe un documento fechado en 1857 referente a un inventario de ropas y joyas de la capilla donde figuran «siete puñales de plata de los dolores gloriosos de María Santísima». De este escrito no se puede deducir que se traten de las piezas originales ni tampoco de las reemplazadas en 1870 debido a que gran parte de este tipo de objetos fueron entregados o requisados en el marco de la Guerra de la Independencia Española: 123  (en un inventario datado entre 1740 y 1839 aparecen varias partidas tachadas, entre ellas una en la que figura escrito «se entregó a los españoles»).: 126 
El atributo de las espadas se ha mantenido a lo largo del tiempo y hasta la actualidad,: 123  aunque su eliminación fue discutida en sendas restauraciones acometidas a principios de la década de 1970 por el Instituto de Restauración y Conservación de Obras de Arte (cuyos restauradores defendieron que la pieza había sido concebida sin los cuchillos) y en 2000 por Uffizzi S. L. en base al deterioro que provocaban en la imagen. En la restauración de los años 1970 Recchiuto Genovese optó por suprimir temporalmente las espadas debido a los perjuicios que causaban en la madera (sobre todo los roces producto de las vibraciones durante las procesiones), haciéndose eco de la petición efectuada por un miembro de la cofradía en 1910 de eliminar los puñales, los cuales pasarían tras la intervención a ser exhibidos permanentemente en un ornamento supletorio dispuesto junto a la talla, si bien tras la restauración de 2000 los cuchillos volverían a ser incorporados a la imagen mediante un nuevo anclaje que cambió su disposición tradicional, labor que contó con el asesoramiento y proyecto de colocación del Instituto Nacional de Técnica Aeroespacial así como con la pertinente aprobación de la Comisión Provincial de Patrimonio de Salamanca.: 125 

## Descripción
En palabras de Miguel de Unamuno:

En esta ciudad de Salamanca hay una de esas imágenes de nuestra castiza talla policromada en madera, obra del escultor Corral, que es una maravilla de expresión y de españolidad. Hace nueve días, el Viernes de Dolores, la vi otra vez, según pasaba aquí, bajo mi balcón, llevada en hombros de devotos, mirando al negro cielo de la noche con ojos lacrimosos. La expresión de dolor, eternizada en ella por el arte, era algo sereno, noble, reconfortante. Me pareció ver a mi patria.: 112 

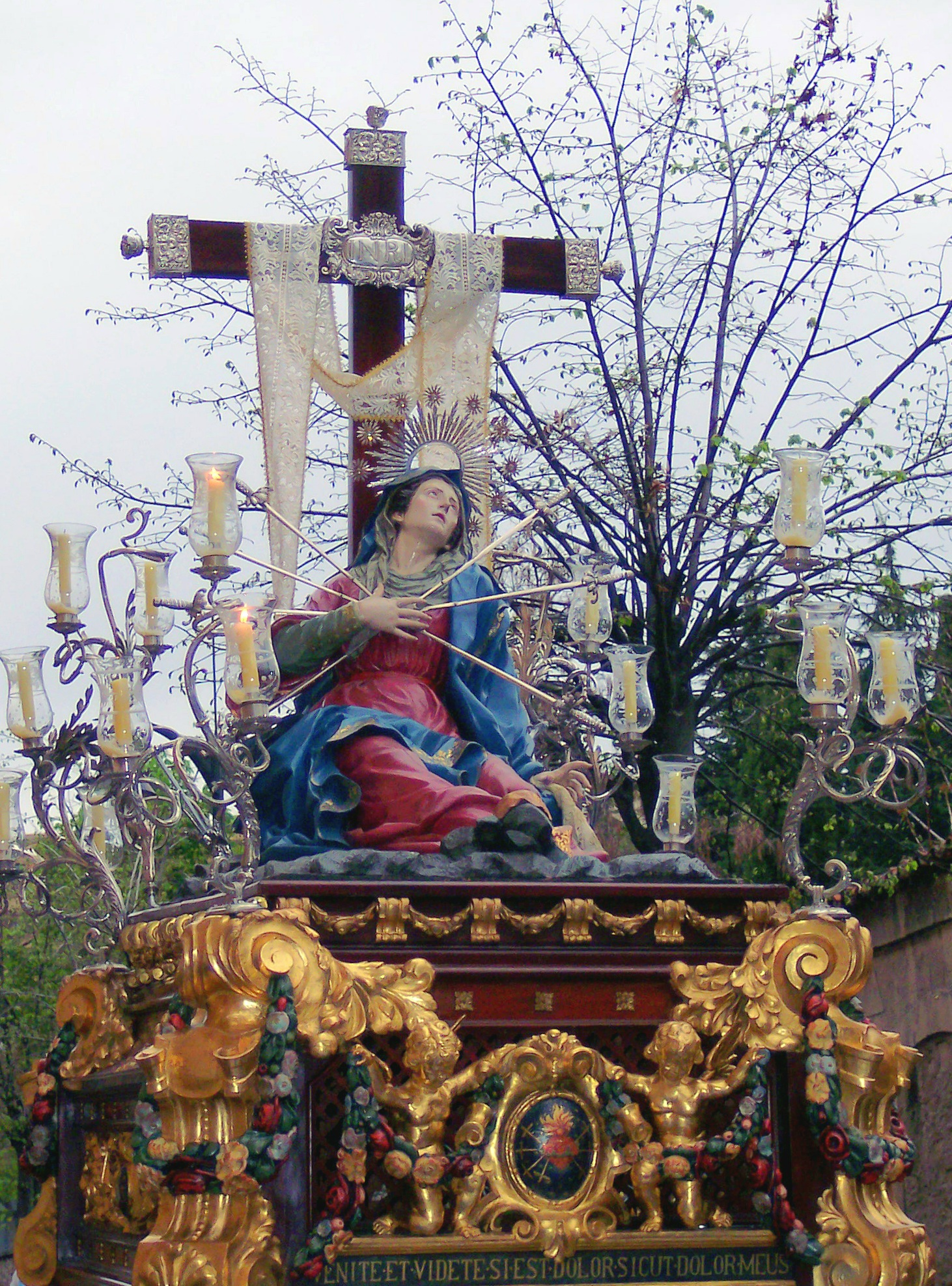
La Virgen de las Angustias en procesión durante la Semana Santa de 2006.

La Virgen, que según Martín González produjo una «revivificación» de la advocación de Nuestra Señora de las Angustias,: 394  se muestra abatida por el dolor al pie de un peñasco con la cruz tras ella, completamente sola y con una disposición helicoidal del cuerpo con el fin de remarcar el grado de ansiedad producto del estado de trance en el que se encuentra sumida. La pierna derecha se halla casi extendida del todo mientras que la izquierda está flexionada y hacia atrás, gesto que provoca un pronunciado arqueamiento del tronco hacia el lado izquierdo, con el hombro de este lado claramente adelantado respecto al otro. La disposición de ambas piernas guarda consonancia en cierta forma con los brazos ya que el derecho se apoya en el pecho en señal de desconsuelo mientras que el izquierdo se halla estirado hacia la parte posterior y oculto por el manto, con la mano al descubierto en vez de parcialmente tapada como la de la talla de Juni, quien tenía por costumbre cubrir partes anatómicas con pañería, destacando en este aspecto diversas obras: la María Magdalena del Santo Entierro (1541-1544) del Museo Nacional de Escultura; la Virgen de la Esperanza (c. 1550) de la Iglesia de Santiago de Allariz; el relieve de la Virgen de la Piedad (1550-1560) del retablo de la Capilla de los Alderete en la Iglesia museo de San Antolín de Tordesillas; el San Juan del Calvario de Ciudad Rodrigo (1556-1557) del Museo Nacional de Escultura; y la María de Cleofás del Santo Entierro (1566-1571) de la Catedral de Segovia.
La carga emocional radica en la cabeza, elevada, con la boca ligeramente abierta y mirada implorante, estando la obra caracterizada en líneas generales por una composición piramidal y compacta, si bien a diferencia de la escultura de Juni la de Corral no posee el mismo nivel de desgarro, por lo que no se refleja tanto patetismo en la expresión facial ni tampoco el mismo grado de desconcierto ni de tensión en la musculatura del cuello, aunque el dramatismo se refuerza con la policromía de las gruesas lágrimas que surcan el rostro,: 188  siendo la Virgen salmantina más estilizada y femenina que la vallisoletana acorde a la estética dieciochesca. La imagen, a tamaño natural y descrita por José Camón Aznar como «obra fina de correcta y patética expresión»: 79  y por Juan Agustín Ceán Bermúdez como «muy celebrada por su expresión y por otras buenas partes»,: 358  luce ropajes superpuestos consistentes en una camisa de color verde oscuro, una túnica bermellón con ribete dorado y ceñida con cíngulo, una toca de listas en color verdoso cubierta de pliegues a la altura del cuello, y un manto azul con cenefa dorada apoyado en el hombro izquierdo el cual cae por la parte posterior y se recoge entre las piernas. En la parte inferior de la túnica se aprecia un detalle que desluce del resto y que al parecer consiste en un añadido fruto de la mutilación supuestamente ordenada a principios de los siglos xviii o xix. Los paños lucen una gran cantidad de drapeados en forma de arista que dotan a la imagen de gran movimiento, destacando marcados contrastes entre las ondulaciones del manto y las dobleces de la toca, casi pictóricas, en un alarde de combinación de texturas dispares, contrastando las apagadas tonalidades con la Piedad venerada en la Catedral Nueva de Salamanca, obra de Luis Salvador Carmona en 1752. A diferencia de la Virgen de Juni, la de Corral no tiene la mano hundida en el pecho, lo que podría sugerir que fue concebida para portar cuchillos dado el oportuno espacio entre la extremidad y el tórax, idóneo para la colocación de las siete espadas que luce la talla, único elemento accesorio junto con un pañuelo de tela en la mano izquierda además de la corona, realizada en plata y de tipo peineta, con un elaborado anillo de orfebrería charra en el que sobresalen nueve ráfagas divididas en grupos de tres así como nueve rayos con motivos vegetales coronados por estrellas.
Respecto a la cruz, esta es de gran tamaño aunque plana, barnizada con una tonalidad oscura y ornamentada con cantoneras realizadas en plata en las que se aprecian filigranas rematadas en piezas troncocónicas. El letrero, también elaborado en plata, se sitúa en el centro del madero en vez de sobre la cabecera como es habitual, colgando del travesaño uno de los varios sudarios que posee la imagen (uno de estos sudarios así como uno de los pañuelos que la Virgen porta en la mano izquierda fueron robados en 2014). Uno de ellos, largo hasta el suelo, está elaborado en encaje y en él figuran lo que en Castilla y León se denominan «soles salmantinos» así como círculos calados, todo ello en hebra de lino y deshilando franjas de tela en forma de discos en un único sentido, motivo que se repite de manera uniforme (los «soles» guardan a su vez gran similitud con los soles mexicanos y brasileños y también con las rosas tinerfeñas). Se desconoce si este sudario es el mismo que se estrenó en la procesión del 29 de marzo de 1912 y que fue confeccionado en encaje inglés por Francisca Ramos (casada con el periodista Eudoxio de Castro) en colaboración con las hermanas Esperanza y Dolores Canto.

## Legado
La Virgen de las Angustias de Corral destaca por ser, junto con la Virgen de la Amargura del retablo de la Buena Muerte en la Iglesia de San Miguel y San Julián de Valladolid (obra de Juan Alonso Villabrille y Ron en el siglo xviii), la mejor de las numerosas copias que se hicieron de la talla de Juni, siendo al mismo tiempo la reinterpretación más libre que se ha hecho de la Virgen vallisoletana.: 189  Pese a tratarse de una réplica, se considera que una Dolorosa conservada en Rasueros (Ávila) está basada directamente en ella,: 189  afirmándose que dicha copia pudo hacerse al ser quizá este municipio una de las paradas efectuadas por la imagen durante su traslado desde Madrid hasta Salamanca, aunque hay constancia documental de que la escultura fue tallada por Domingo Esteban en 1755,: 195  alrededor de cuatro décadas después de la presunta estancia en Rasueros de la imagen salmantina, lo que no impide sin embargo que el escultor la emplease como referencia, sobre todo teniendo en cuenta que Esteban fue discípulo de Carnicero,: 194  a través del cual pudo haber tenido acceso al grabado de 1719. La talla de Corral, la única de las copias de la Virgen vallisoletana que conserva las espadas al estilo antiguo,: 29  tuvo el honor de participar en la exposición Civitatis Domina. La Virgen de las Angustias y las gentes de Castilla, celebrada en 2009 en la Sala Municipal de Exposiciones del Teatro Calderón en Valladolid, donde compartió espacio con la Virgen de los Dolores de Astorga, la Virgen Dolorosa de Medina de Rioseco, la Virgen de las Angustias de Segovia y la Virgen de las Angustias de Becerril de Campos. La imagen salmantina constituye así mismo todo un referente devocional que contó con procesión propia hasta finales de la década de 1960 con la supresión de la procesión del Viernes de Dolores, aunque el desfile se recuperaría en 2004 en forma de Vía Matris por el 250.º aniversario de la primera salida procesional.